# Pepelovka vinske trte
Erysiphe necator je gliva, ki povzroča oidij (obliko pepelovke) pri vseh predstavnikih družine Vitiaceae (vinikovke), vendar predvsem pri vrsti Vitis vinifera. Gliva je v Evropo prišla iz Amerike v prvi polovici 19. stoletja. Njen anamorf, ta povzroča grozdno plesnobo, se imenuje Oidium tuckeri. 
Gliva prezimi v popkih rastline in spomladi napada mlade liste z obeh strani, mladice, poganjke in grozdne jagode. Če bolezni ne zdravimo, lahko povzroči hudo škodo. Parazit za okužbo listov ne potrebuje kapljic vode; zadošča že visoka vlažnost zraka.
To pepelovko lahko odstranjujemo z žveplom ali fungicidi, predvsem strobilurini. Uncinula lahko postane na organske fungicide odporna, zato je pomembno, da med sezono uporabljamo različne fungicide. Odpornosti na žveplo ne razvije, vendar pa ta fungicid ni tako učinkovit kot organski. Lahko pa se žveplo uporabi preventivno.